# Tiranas zoo
Tiranas zoo (albanska: Parku Zoologjik i Tiranës) är ett zoo i Tirana i Albanien. Det bildades 1966 och öppnade 1971. Det är landets enda zoo. 14 april 2006 möttes albanska och nederländska representanter i Amsterdam där man skapade en handlingsplan för parkens framtid de kommande 2 åren. Parken är dock fortfarande i mycket bristfälligt skick. Till dess problem hör bristfällig kompetens hos personalen samt bristfälliga faciliteter för djuren.
Enligt organisationen EFE:S rapport från år 2011 led de då 86 djuren i parken av de allvarliga missförhållandena i parken.
Parkens djursamling har innefattat två björnar, två lejon, sex lamor, en örn (Albaniens nationalsymbol), fyra apor, rävar, vargar och ett antal svanar. I snitt besöker cirka 300 personer parken varje vecka. I november 2014 dog det sista av parkens tidigare två lejon.